# Cubaris caerulea
Cubaris caerulea är en kräftdjursart som beskrevs av Walter E. Collinge 1914. Cubaris caerulea ingår i släktet Cubaris och familjen Armadillidae. Inga underarter finns listade i Catalogue of Life.